# أليكس كول-هاميلتون
أليكس كول-هاميلتون هو سياسي بريطاني، ولد في 22 يوليو 1977. نشط حزبياً في Scottish Liberal Democrats ‏ والديمقراطيون الليبراليون. في 2016 Scottish Parliament election ‏، انتخب Member of the 5th Scottish Parliament ‏ عن دائرة Edinburgh Western (Scottish Parliament constituency) ‏ وقد انضم خلال فترته النيابية ‏ (5 مايو 2016 – ) للكتلة البرلمانية Scottish Liberal Democrats ‏.